# Horses
Horses ist das Debütalbum der US-amerikanischen Sängerin Patti Smith und erschien im November 1975. Es wird zu den einflussreichsten Rock-Alben aller Zeiten gezählt und war stilprägend für das Genre Punk.

## Hintergrund

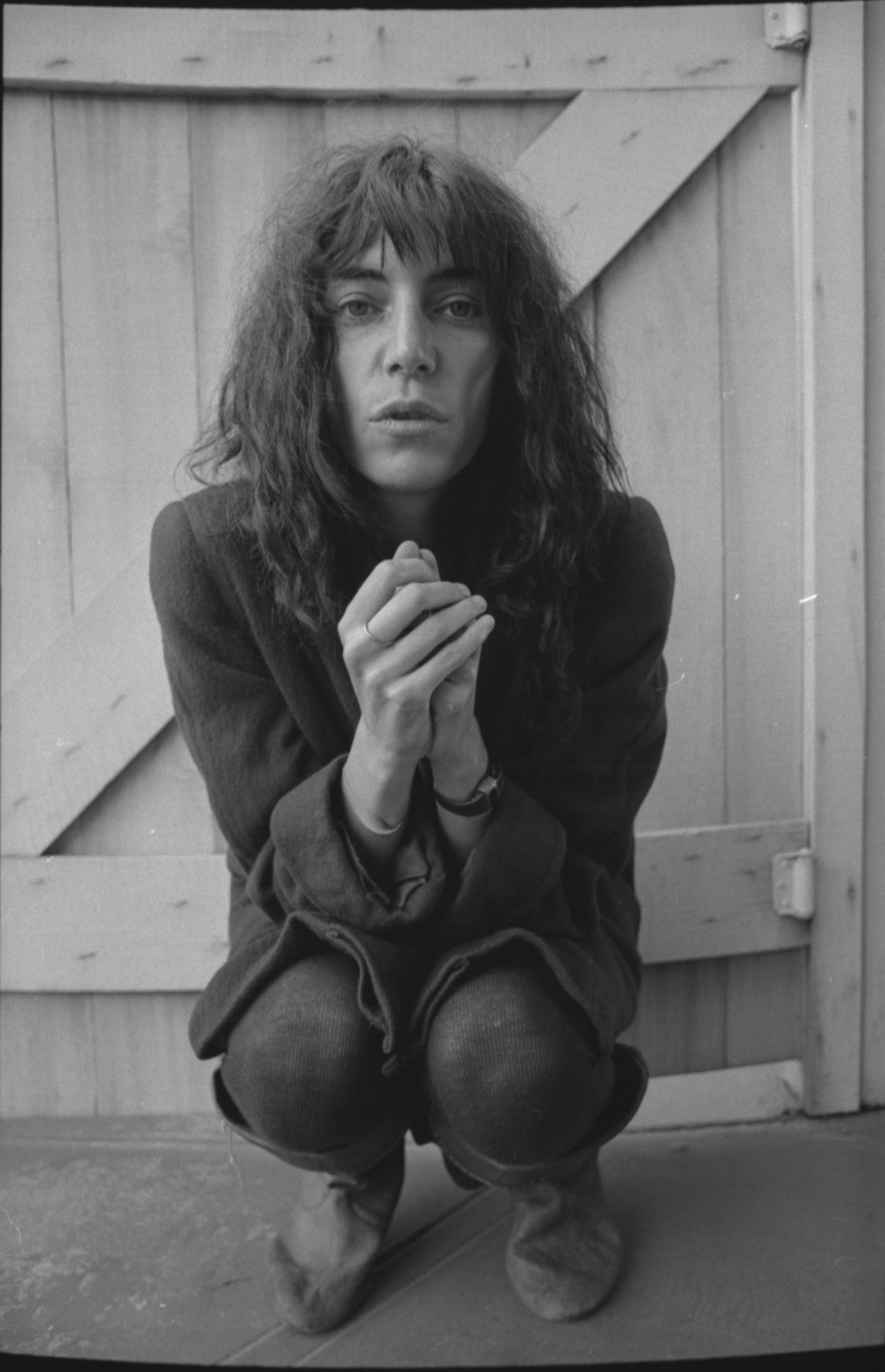
Patti Smith 1978

Vor ihrer Karriere als Musikerin trat Patti Smith in New York City als Lyrikerin und Malerin in Erscheinung. Zusammen mit dem Gitarristen Lenny Kaye stellte Smith eine Begleitband zusammen und gab Konzerte im Szeneclub CBGB’s. 1974 erschien die erste Single Hey Joe (Version)/Piss Factory, die Smith zusammen mit Kaye, Richard Sohl und Tom Verlaine einspielte. Im Mai 1975 wurde sie von Arista Records unter Vertrag genommen. Das Debütalbum wurde zwischen August und September in den Electric Lady Studios aufgenommen. Produziert wurde Horses von John Cale, einem früheren Mitglied von The Velvet Underground. Die Zusammenarbeit erwies sich aufgrund kreativer Differenzen als schwierig.
Am 10. November 1975 brachte Arista das Album als LP und MC auf den Markt. Auf CD wurde es erstmals 1988 veröffentlicht. Im November 2005 erschien Horses als „Legacy Edition“ samt Bonus-CD.
Das Porträtfoto auf dem Albumcover stammt von Robert Mapplethorpe.

## Titelliste
Seite A
1. Gloria – 5:57
In Excelsis Deo (Patti Smith)
Gloria (Van Morrison)
2. Redondo Beach (Smith, Richard Sohl, Lenny Kaye) – 3:26
3. Birdland (Smith, Sohl, Kaye, Ivan Král) – 9:15
4. Free Money (Smith, Kaye) – 3:52
Seite B
5. Kimberly (Smith, Allen Lanier, Kral) – 4:27
6. Break It Up (Smith, Tom Verlaine) – 4:04
7. Land – 9:25
Horses (Smith)
Land, of a Thousand Dances (Chris Kenner)
La Mer(de) (Smith)
8. Elegie (Smith, Lanier) – 2:57
Bonustracks (CD)
9. My Generation (Live) (Pete Townshend) – 3:21
Bonustracks (Legacy Edition)
10. Gloria (Live) – 7:01
11. Redondo Beach (Live) – 4:29
12. Birdland (Live) – 9:52
13. Free Monday (Live) – 5:29
14. Kimberly (Live) – 5:28
15. Break It Up (Live) – 5:24
16. Land (Live) – 17:35
17. Elegy (Live) – 5:00
18. My Generation (Live) – 6:57

## Rezeption

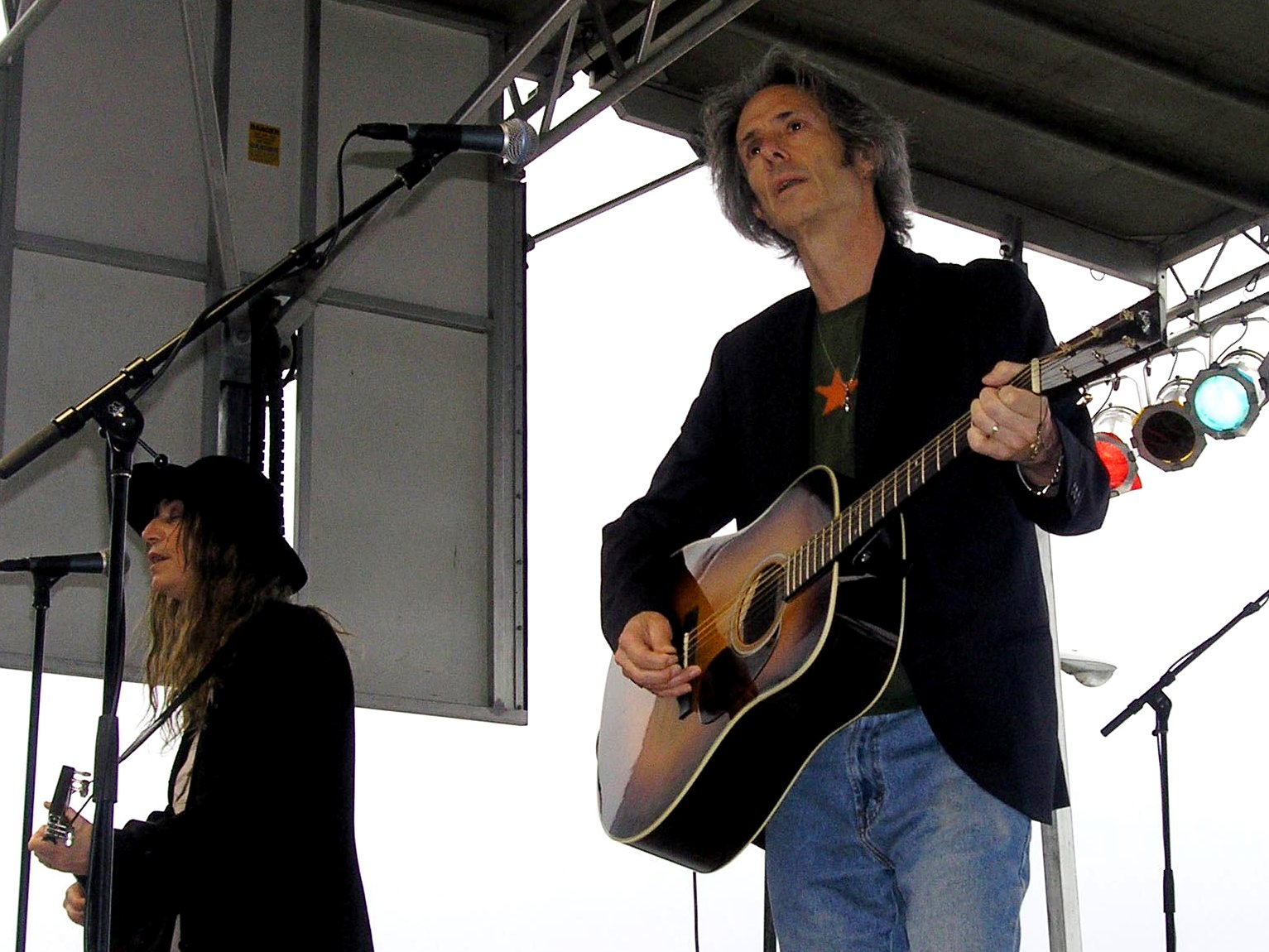
Patti Smith und Lenny Kaye 2007

Das Album wurde sehr positiv rezensiert. Lester Bangs schrieb in Creem, das Album enthalte „den besten Garagen-Band-Sound, den es bisher in den 1970er Jahren zu hören“ gebe. Die deutsche Musikzeitschrift Sounds lobte 1979 den „Sound, in dem Rock-Riffs und Sprachrhythmen immer mehr verschmolzen“ und fühlte sich musikalisch an die rhythmische Monotonie und den hypnotischen Gesang von John Cales Velvet Underground erinnert, textlich an Arthur Rimbaud, William S. Burroughs und den Slang der New Yorker Heroinsüchtigen. Der Rezensent monierte aber ein Übermaß an Kunstwollen, Pathos und Manierismus: Einige Passagen seien „fast gequält künstlerisch“.
Die Musikzeitschrift Rolling Stone wählte Horses 2003 und 2012 auf Platz 44 der 500 besten Alben aller Zeiten. In der Aufstellung von 2020 erreichte es Platz 26. 2022 belegte es zudem Platz 5 der 100 besten Debütalben.
Der New Musical Express führt es auf Platz 12 der 500 besten Alben aller Zeiten.
Horses belegt Platz 70 der 200 besten Alben von Uncut.
In der Auswahl der 100 besten Alben des Guardians erreichte es Platz 33.
Das Magazin Time nahm Horses in die Auswahl der 100 wichtigsten Alben auf.
National Public Radio führt es auf Platz 7 der 150 besten Alben, die von Frauen stammen.

„Because Smith was a poet before she was a singer… and John Cale of the Velvet Underground produced… and her lover Robert Mapplethorpe took the cover photo, Horses is often praised for fusing classical verse, feminism, punk and the avant-garde—which makes this epic debut sound like it belongs on a syllabus for a class few people would willingly take. In fact, it’s a rock record of overwhelming power.“

„Horses erwies sich als ein so obsessives wie kathartisches Glanzstück. Ein Album, das literarische Einflüsse von Dichtern wie William Blake, Emily Dickinson und William Burroughs mit ekstatischem Rock verband, hatte bisher noch niemand versucht. [...] Horses erlangte den Status eines politischen Manifests für eine andere Ordnung der Dinge als die bürgerliche Weltsicht, ein bleibender Meilenstein der amerikanischen Alternativkultur.“

„Patti Smith schafft auf ihrem Debüt eine bewegende Mischung aus Rock und Poesie. Sie gibt genauso viel auf Jim Morrison und Bob Dylan wie auf die Philosophen William Blake und Arthur Rimbaud. Musikalisch zitiert sie oft die alten Rock-Größen, textlich geht sie aber weiter: Patti Smith sorgt mit einfachen Worten für gewaltige Bilder im Kopf des Zuhörers. [...] Horses ist genau die Art von rohem Art-Rock, der zum Vorbild für die spätere Punk- und New-Wave-Bewegung wird. Aber Horses ist mehr als der Drei-Akkorde-Minimalismus, den später The Clash oder die Buzzcocks bekannt machen. Es ist eine Ansammlung von poetischen Anspielungen auf Rockmusik – für die man vielleicht ein paar Jahre älter sein muss, um sie zu verstehen. Aber die Kraft, die von diesem Album ausgeht, spürt man auch so.“

„Mit Horses gab es neue Regeln für weibliche Popstars: die LP setzte Signale für Sängerinnen von Chrissie Hynde und Johnette Napolitano bis zu Courtney Love und Liz Phair. Doch die Wirkung von Patti Smith beschränkte sich nicht auf ein Geschlecht. Sie kombinierte die Energie der aufsprießenden New Yorker Punkszene mit den abenteuerlichen Erzählungen der kalifornischen Beatpoeten und kreierte einen einzigartigen Sound, der sogar kunstbeflissene Bands wie die Talking Heads und R.E.M. beeinflusste. Im Team mit John Cale schaffte Smith ein hypnotisches und schmerzhaft persönliches Album, das auch nach 30 Jahren noch voll einschlägt. [...] Horses erhielt positive Kritiken, der bescheidene Hit kam bis auf Nr. 47 der Billboard Charts. Wichtiger und bisher unbestritten war jedoch, dass die LP Patti Smith als größte Punkdichterin der Rockgeschichte etablierte.“

2009 wurde Horses in die National Recording Registry der Library of Congress und 2021 in die Grammy Hall of Fame aufgenommen.
Es gehört zu den 1001 Albums You Must Hear Before You Die.